# Plongée en dérive
La plongée en dérive est une spécialité qui concerne uniquement la plongée en courant. Elle  se pratique en mer par exemple si la mer est agitée ou en fleuve à fort courant (tel que dans la région des mille îles du fleuve St Laurent au Canada). Une destination de choix pour la plongée en dérive est l'île de Cozumel au Mexique.

## Principe
En plongée en dérive, le bateau ne s'amarre pas. Les plongeurs sautent directement du bateau une fois les moteurs arrêtés. Le bateau s'éloigne rapidement pour suivre les bulles des plongeurs à bonne distance.
La variante la plus utilisée en mer agitée est le dépôt des plongeurs en Zodiac par bascule arrière rapide dans le courant. Souvent effectué à une pointe de récif, ce type de largage permet de plonger tout en revenant sans effort vers le bateau resté en amont.
Toute la palanquée saute ensemble ; c'est extrêmement important car il y a un grand risque de séparation avec le courant.
Bien que les conditions semblent particulièrement ardue, elle est plus facile et reposante pour les plongeurs parce que ceux-ci ne palment presque pas, se contentant de se faire emporter par le courant, et profitent ainsi au maximum de la plongée. La diminution de l'effort physique permet une grosse réduction de la consommation de gaz.
Il est important d'être bien formé à ce type de plongée pour ne pas s'égarer et/ou perdre sa palanquée ou son binôme, car les courants sous-marins peuvent rapidement vous emporter sur une distance très importante et donc vous empêcher de retrouver le bateau.

## Brevet
De manière générale et bien que cela change suivant les fédérations, il est conseillé d'avoir une expérience de 25 plongées au minimum pour commencer à plonger en dérive.
Il existe une spécialité PADI qui concerne la plongée en dérive.